# ロビンジェネレーター
ロビンジェネレーター（英語：robin generator）は、汎用発動機「ロビンエンジン」を原動力とするポータブル発電機の総称。
当初は空冷4サイクルガソリンエンジンを搭載したモデルが中心であったが、1980年代後半以降、600VAの小型軽量モデルから、空冷4サイクルディーゼルエンジンを搭載した防音型などラインアップを強化してきた。「ロビン」は主に輸出専用ブランドで、日本国内向けには「スバル」ブランドで販売されている。